# David Archibald Cox
David Archibald Cox (Washington, D.C., 23 de setembro de 1948) é um matemático estadunidense. Trabalha com geometria algébrica.

## Obras
- com John Little, Donal O´Shea Ideals, varieties, and algorithms: an introduction to computational algebraic geometry and commutative algebra, 3. Auflage, Springer Verlag 2007
- Using algebraic geometry, 2. Auflage, Springer Verlag 2005
- com Sheldon Katz: Mirror Symmetry and Algebraic Geometry, American Mathematical Society 1999
- Galois Theory, Wiley/Interscience 2004
- com Bernd Sturmfels, Dinesh Manocha (Editores) Applications of computational algebraic geometry, American Mathematical Society 1998
- Primes of the form {\displaystyle x^{2}+n\cdot y^{2}}: Fermat, class field theory, and complex multiplication, Wiley 1989
- com John Little, Henry Schenck: Toric Varieties, American Mathematical Society 2011
- Beiträge zu Ernst Kunz Residues and duality for projective algebraic varieties, American Mathematical Society 2008